# Michael Bernadotte
Michael Bernadotte (Copenhague, 21 de agosto de 1944) es un aristócrata sueco. Pertenece a una rama menor de la familia real sueca y ostenta el título luxemburgués: Conde de Wisborg.

## Títulos, tratamientos y distinciones honoríficas
- 21 de agosto de 1944 – 2 de julio de 1951: Señor Michael Bernadotte
- 2 de julio de 1951 – Presente: Michael Bernadotte, conde de Wisborg